# 火星人

世界大战 (游戏)中根据星际战争小说中描述的火星人形象的设计图

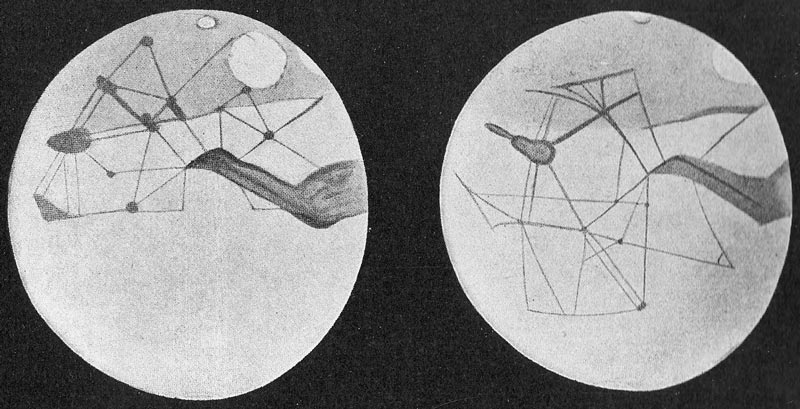
火星运河想像圖

火星人（英語：Martian）是人们假想火星上存在的智慧生物，在為數不少的科幻作品中皆有登場。但到目前为止的调查尚未发现支持火星人存在的证据。
对火星人的热情部分归因于一些天文学家曾声称观察到“火星运河”。但后来火星探测器登陆火星，发回的照片显示火星表面没有任何生命存在的迹象，更不存在运河或其他智慧生命痕迹。
火星人中最經典的形像為水母型，源自于英国小说家赫伯特·乔治·威尔斯在1898年发表的著名科幻小说《星際戰爭》。

## 網絡語言
在中国论坛中，“火星”被用来形容陈旧的信息，火星人指把大家都已经知道的消息拿来当新闻说的人。具体含义是“这个消息今天才从地球传到火星”，形容消息因为流传的时间长而变得过时和陈旧。而与老舍的早期作品《猫城记》中提到的火星无关。

## 外部連結
- 《火星人入侵地球》：1938年引起恐慌的廣播劇 （页面存档备份，存于）
- 星戰毀滅者又名《火星人玩轉地球》：1996年提姆波頓的外星人入侵黑色喜劇。